# Universidad Josai
Universidad Josai (城西大学 Jōsai Daigaku?), JU, es una universidad privada en Sakado, Prefectura de Saitama, Japón, establecida en 1965.

## Historia
La predecesora de la escuela superior era la "Jōsai Gakuen Middle School", después "Jōsai High School", que fue fundada en 1918. 
La universidad está administrada por la Corporación Universitaria para la Educación Jōsai, que fue fundada por Mikio Mizuta (1905 - 1976) el 17º ministro de Hacienda del Ministerio de Hacienda de Japón. 
Mizuta fue ministro de Finanzas desde 1960 hasta 1962, y luego desempeñó como el primer canciller de Jōsai. La universidad abrió sus puertas con una Facultad de Ciencias Económicas y la Facultad de Ciencias. 
El Museo de Arte Mizuta se abrió en 1976, y la escuela de posgrado de la Universidad de Jōsai fue establecida en 1977. La "Jōsai University Educational Corporation" además administra a la Universidad Internacional Josai, fundada en 1992.

## Programas de intercambio
La Universidad Jōsai mantiene un programa de intercambio con tres instituciones:
- Camosun College, Victoria (Columbia Británica), Canadá
- Universidad de Tamkang, Tamsui, Nueva Taipéi, Taiwán
- Universidad de Dongseo, Busán, Corea del Sur[4]